# Железняк Сергій Сергійович
Сергі́й Сергі́йович Железня́к (* 1930) — український громадський діяч, почесний громадянин Бердичева.

## З життєпису
Народився 1930 року в робітничій сім'ї у місті Горлівка. 1941 року закінчив початкову школу, почалася німецько-радянська війна. Разом з сім'єю був евакуйований в РФ — до міста Кемерово, працював на заводі з виготовлення зброї для фронту. 1943 року родина повертається з евакуації до України, в село у Старобільському районі Ворошиловградської області. Працював на різних сільськогосподарських роботах, згодом став учасником будівництва Рубіжанського хімічного комбінату. 1946 року закінчив 7-річну школу, навчається у Лисичанському гірничому технікумі. По закінченні навчання працює в шахті, технік-електромонтажник.
Дещо згодом Сергія направляють на навчання до Житомирського військового училища військ ПВО, яке він закінчив в 1949 році; як сумлінного офіцера командування залишає в училищі. Служив на посадах командира взводу, викладачем тактики, начальником штабу, заступником командира частини.
1971 року залишає училище та проходить службу у кадрових військах — начальником штабу у місті Умань. 1977 року звільняється з рядів ЗС СРСР та відбуває на проживання у місто Рубіжне Луганської області. Як грамотного пропагандиста його призначають головою міської організації товариства «Знання», за активну роботу в товаристві нагороджений знаком «Відмінник товариства „Знання“».
1980 року через погіршення здоров'я дружини Раїси Петрівни переїздить на проживання до Бердичева, де також обіймає посаду голови правління міської організації товариства «Знання». Від самого початку створення 1987 року входить до складу ветеранської громади, згодом його обирають членом ради.
Від 2007 року керує Бердичівською міською організацією ветеранів.
Нагороджений багатьма медалями Збройних Сил, почесними грамотами ОДА, обласної і міської рад ветеранів. 2012 року нагороджений орденом «За заслуги» III ступеня. Почесний громадянин міста Бердичева.
З дружиною Раїсою Петрівною (вже покійною) виховав дві доньки, тішиться трьома онуками та трьома правнуками.